# Filosemitismus

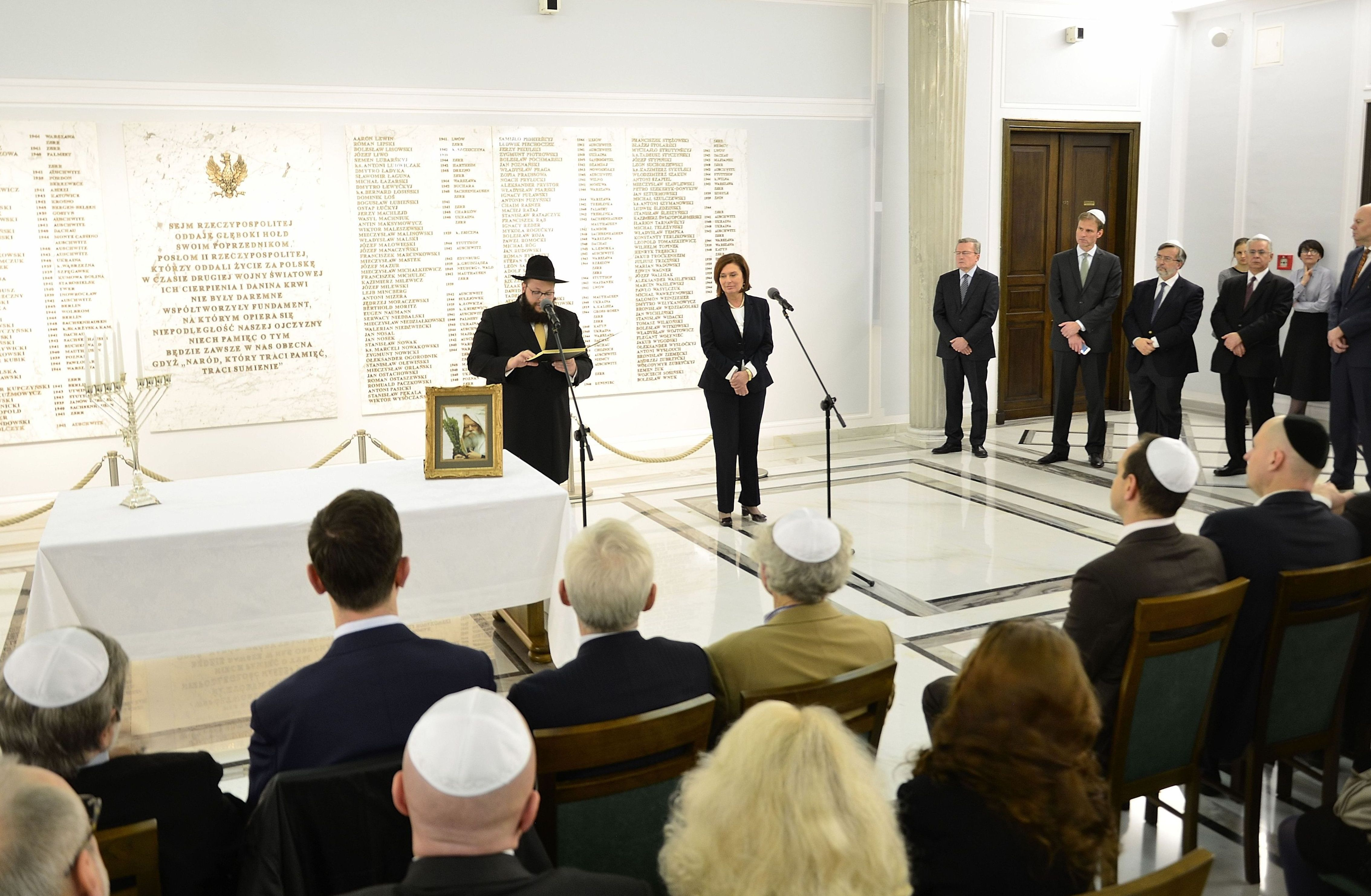
Zobrazení Židovské Chanuky

Filosemitismus je zájem, respekt a uznání židovskému národu, jeho historické významnosti a pozitivnímu vlivu judaismu v dějinách „západního světa“. V rámci židovské komunity filosemitismus také zahrnuje důležitost židovské kultury a lásku ke všemu židovskému. Toto slovo není nové, v nedávné době (kolem roku 2000), se však stalo významně rostoucím fenoménem moderního světa. Je charakterizován, mimo jiné, zájmem o židovskou kulturu a historii, stejně jako vzrůstajícím počtem vysokoškolských nežidovských studentů zapsaných v kurzech se spojitostí k judaismu (hebraistická studia, atp.). Člověk s náklonností vůči Židům se nazývá filosemita.
Filosemitismus se stal tématem mnoha knih a odborných článků (viz bibliografie). Růst filosemitismu se setkává s rozličnou reakcí mezi světovým židovstvem. Někteří jej vřele vítají a tvrdí, že růst filosemitismu musí vést Židy k znovuuvědomění si jejich identity. Toto stanovisko bylo vyjádřeno jedním z předních periodik liberálního judaismu – The Forward – 10. listopadu 2000.
Jiní filosemitismus odmítají, jelikož cítí, že jim (jako zřejmý protiklad antisemitismu), implicitně dává zvláštní postavení. To však odporuje tradičnímu cíli sekulárního sionismu učinit Židy „národem mezi národy“. Politolog Daniel Goldhagen, autor kontroverzní knihy Hitlerovi ochotní katani, tvrdí, že filosemité jsou často skrytí antisemité. S tím souhlasí i jeho oponent Norman Finkelstein. Jeho teze spočívá v tom, že lidé nenávidějící Židy mají potřebu o nich mluvit a jelikož je antisemitismus společensky nepřijatelný, musí si najít jiný způsob.
Vzestup filosemitismu také lidi vede k tomu, aby se zabývali židovskými dějinami. Tvrdí však, že by bylo špatné zredukovat dějiny židovského národa na označení trpící lid. Ve skutečnosti Židé pouze nepřežívali, ale mnohokráte také prosperovali. V mnoha případech to bylo díky pomoci filosemitů z řad Nežidů, již je obklopovali.